# Канадские федеральные выборы (2000)
Канадские федеральные выборы 2000 года состоялись в Канаде 27 ноября 2000 года. В результате был выбран 301 член 37-го парламента страны. Премьер-министром вновь стал глава либеральной партии Жан Кретьен. Официальной оппозицией стал Канадский союз.

## Предвыборная кампания
Выборы прошли досрочно через три года после предыдущих. Действующий премьер-министр и глава либеральной партии Жан Кретьен назначил досрочные выборы опасаясь усиления позиций Канадского союза. Во время выборов экономика страны была на подъёме, кроме того для оппозиционных партий выборы стали неожиданными и они не успели подготовиться к предвыборной гонке. Некоторые наблюдатели полагают, что если бы выборы состоялись позднее, то объединённые канадский союз и прогрессивно-консервативная партии составили бы существенную конкуренцию либералам.
Начиная с 1997 года реформистская партия Канады и часть прогрессивно-консервативной партии пытались объединиться под началом реформистской партии и её лидера Престона Мэннинга. Не найдя полной поддержки объединения лидер прогрессивно-консервативной партии Жан Шаре покинул свой пост, а на смену ему пришёл бывший премьер-министр страны Джо Кларк. Сторонники объединения образовали Канадский союз, во главе которого встал Стокуэлл Дей.

## Результаты
В результате выборов в парламент страны прошли Либеральная партия Канады, Канадский союз, Квебекский блок, Новая демократическая партия, Прогрессивно-консервативная партия Канады. Кроме того, в выборах принимали участие, но не получили ни одного места в парламенте Зелёная партия Канады, партия Марихуана, Канадское действие, партия Природного закона, марксистско-ленинская партия Канады, Коммунистическая партия Канады.